# Euodynerus barberi
Euodynerus barberi är en stekelart som först beskrevs av Richard Mitchell Bohart 1945.  Euodynerus barberi ingår i släktet kamgetingar, och familjen Eumenidae. Inga underarter finns listade i Catalogue of Life.